# Hadeborn
Der Hadeborn ist ein Bach im Landkreis Mansfeld-Südharz, der bei Ritterode entspringt und von Westen kommend durch Hettstedt fließt und in der Nähe des Hettstedter Saigertores in die Wipper mündet. Der Bach wird in seinem Verlauf an zwei Stellen unterirdisch kanalisiert. So wurde mit dem Bau der Hettstedter Mülldeponie (heute geschlossen und renaturiert) ein Tunnel notwendig, der den Kontakt des Baches zum Restmüll verhindern sollte. Eine zweite Kanalisierung ist im Altstadtbereich zu finden. Hier wird der Bach unter der Hadebornstraße geführt.

## Hochwasser
Am 13. April 1994 konnte der Bach aufgrund ergiebiger Regenfälle und der damit verbundenen Überlastung des Kanalsystems im Altstadtbereich die Wassermassen nicht mehr fassen und setzte seinen Weg oberirdisch fort. Hierbei entstand erheblicher Sachschaden.